# Arnaud Gaudet
Arnaud Gaudet (Sainte-Agathe-des-Monts, 10 agosto 2000) è uno snowboarder canadese, specializzato in slalom gigante parallelo e slalom parallelo.

## Biografia
Specializzato in slalom gigante parallelo e slalom parallelo e attivo a livello internazionale dal novembre 2015, Gaudet ha debuttato in Coppa del Mondo il 28 gennaio 2017, venendo squalificato nello slalom gigante parallelo di Rogla.
In carriera ha preso parte a una rassegna olimpica e a tre iridate, vincendo la medaglia di bronzo nello slalom parallelo a Bakuriani 2023.

## Palmarès

### Mondiali
- 1 medaglia:
  - 1 bronzo (slalom parallelo a Bakuriani 2023)

### Mondiali juniores
- 1 medaglia:
  - 1 bronzo (slalom gigante parallelo a Lachtal 2020)

### Coppa del Mondo
- Miglior piazzamento nella Coppa del Mondo di parallelo: 28º nel 2022
- Miglior piazzamento nella Coppa del Mondo di slalom gigante parallelo: 35º nel 2020
- Miglior piazzamento nella Coppa del Mondo di slalom parallelo: 8º nel 2020

### Coppa Europa
- 1 podio:
  - 1 terzo posto